# Orso Ier Participazio
Orso Partecipazio (Orso Badoer), mort en 881, est le 14e doge de Venise.

## Biographie
Orso Partecipazio semble être le petit-fils du 10e doge Angelo Participazio.
Il est élu, probablement par acclamations, presque immédiatement après la mort de son prédécesseur dont les assassins sont capturés vers la fin de l’année 864, jugés et exécutés.
Comme son prédécesseur, Orso Partecipazio combat les pirates et les sarrasins présents dans l’Adriatique. En 880, il conclut un traité de paix avec le patriarche d'Aquilée, qui est toujours en conflit avec celui de Grado, protégé par Venise. Dans ce traité il obtient aussi que les quatre entrepôts de sa propriété présentes à Aquilée soient exonérés d’impôts alors que ses concitoyens obtiennent des réductions limitées.
Il obtient de l’assemblée des Vénitiens que son fils Giovanni Badoer soit élu corégent. Il agrandit la ville (Rialto et Dorsoduro, l’actuel centre historique), et au cours d’une assemblée solennelle il reconduit l’interdiction du commerce des esclaves. Il est nommé protospathaire par l’empereur de Byzance, Basile Ier, dont il avait épousé une nièce, qui lui donnera cinq ou six enfants.
Il meurt en 881 et est enterré dans l'église de San Zaccaria.

## Sources
- (it) Cet article est partiellement ou en totalité issu de l’article de Wikipédia en italien intitulé « Orso I Participazio » (voir la liste des auteurs).